# Iwan Sobolew (Skispringer)
Iwan Sobolew (* 3. März 1983) ist ein ehemaliger belarussischer Skispringer.

## Werdegang
Sein internationales Debüt gab Sobolew bei der Winter-Universiade 2003 in Tarvis als Mitglied der belarussischen Mannschaft. Im Teamspringen erreichte er mit seinen Mannschaftskollegen den neunten Rang. Im Februar gab er in Zakopane sein Debüt im Skisprung-Continental-Cup. Als 49. blieb er jedoch hinter den Punkterängen zurück.
Wenig später startete er im Teamspringen bei der Nordischen Skiweltmeisterschaft 2003 im Val di Fiemme. Mit der Mannschaft erreichte er den 12. Platz. Zu Beginn der Saison 2003/04 startete er in Finnland erneut bei Continental-Cup-Springen. Jedoch konnte er weder in Rovaniemi, noch in Lahti die Punkteränge erreichen.
Bei der Nordischen Skiweltmeisterschaft 2005 in Oberstdorf verpasste er in beiden Einzelspringen die Qualifikation. Im Teamspringen von der Normalschanze erreichte er mit der Mannschaft Rang 13, von der Großschanze Rang 15.
Nach zwei Jahren internationaler Pause startete Sobolew bei der Winter-Universiade 2007 in Pragelato. Nach Rang sieben mit der Mannschaft landete er im Einzel auf Rang 41. Nachdem er im August 2008 in Štrbské Pleso im Rahmen des FIS Cup den fünften Rang erreicht hatte, startete Sobolew erneut im Continental Cup. Jedoch blieb er erneut ohne Punkte.
Im Februar 2009 nahm er an der Qualifikation zu Normalschanzen-Einzelspringen der Nordischen Skiweltmeisterschaft 2009 in Liberec teil, verpasste aber den Wettbewerb deutlich.